# Диуф, Малик
Эль-Хаджи́ Мали́к Диу́ф (фр. El Hadji Malick Diouf; род. 28 декабря 2004, Зигиншор) — сенегальский футболист, вингер английского клуба «Вест Хэм Юнайтед» и сборной Сенегала.

## Клубная карьера
Воспитанник футбольной академии «Маваде Ваде». В 2023 году подписал контракт с норвежским «Тромсё». 9 июля в матче против «Волеренги» дебютировал в Типпелиге. 16 июля в поединке против «Русенборга» забил свой первый гол за «Тромсё». В начале 2024 года Диуф перешёл в пражскую «Славию», подписав контракт на 4,5 года. Сумма трансфера составила 2,7 млн евро.